# Bèlmontet
Bèlmontet (en francès Belmontet) és un municipi francès situat al departament de l'Òlt i a la regió d'Occitània.

## Demografia
| 1962                                       | 1968 | 1975 | 1982 | 1990 | 1999 | 2007 |
| ------------------------------------------ | ---- | ---- | ---- | ---- | ---- | ---- |
| 120                                        | 159  | 150  | 132  | 148  | 141  | 157  |
| Des de 1962: població sense dobles comptes |      |      |      |      |      |      |

## Administració
| Període | Identitat | Partit |
| ------- | --------- | ------ |
| 2001-   | Guy Vidal |        |